# George Maciunas
George Maciunas född 8 november 1931 i Kaunas i Litauen, död 9 maj 1978 i Boston, Massachusetts, var en amerikansk/litauisk konstnär och poet. Han ses som grundaren av Fluxus-rörelsen. 
George Maciunas växte upp i Litauen, men flydde till Tyskland för att undkomma den sovjetiska ockupationen. Han hade studerat konst, arkitektur och musikvetenskap. Senare flyttade han till New York och startade ett galleri i en lokal i SoHo på Manhattan som kom att bli en samlingspunkt för många avantgardistiska konstnärer. År 1962 samlade han ett antal konstnärer för en festival i Wiesbaden i Tyskland. Konstnärerna var förutom Maciunas, Nam June Paik, Dick Higgins, Wolf Vostell, Emmet Williams och kompositörerna Karlheinz Stockhausen och John Cage. Denna festival som fick namnet Festum Fluxorum Fluxus kom att bli världens första Fluxus-event. Redan tidigare hade Maciunas planer på att starta en tidskrift med namnet Fluxus och han tänkte sig att denna festival skulle bli startskottet för denna tidning. 
År 1963 skrev George Maciunas sitt Fluxus-manifest.
George Maciunas köpte flera fastigheter i SoHo, där han lät konstnärer arbeta och bo. Ibland ägde han dem själv och ibland drevs de som kooperativ. Den sista lokalen låg på 491 Broadway och drevs som ett kooperativ med bland andra Jonas Mekas.

## Galleri

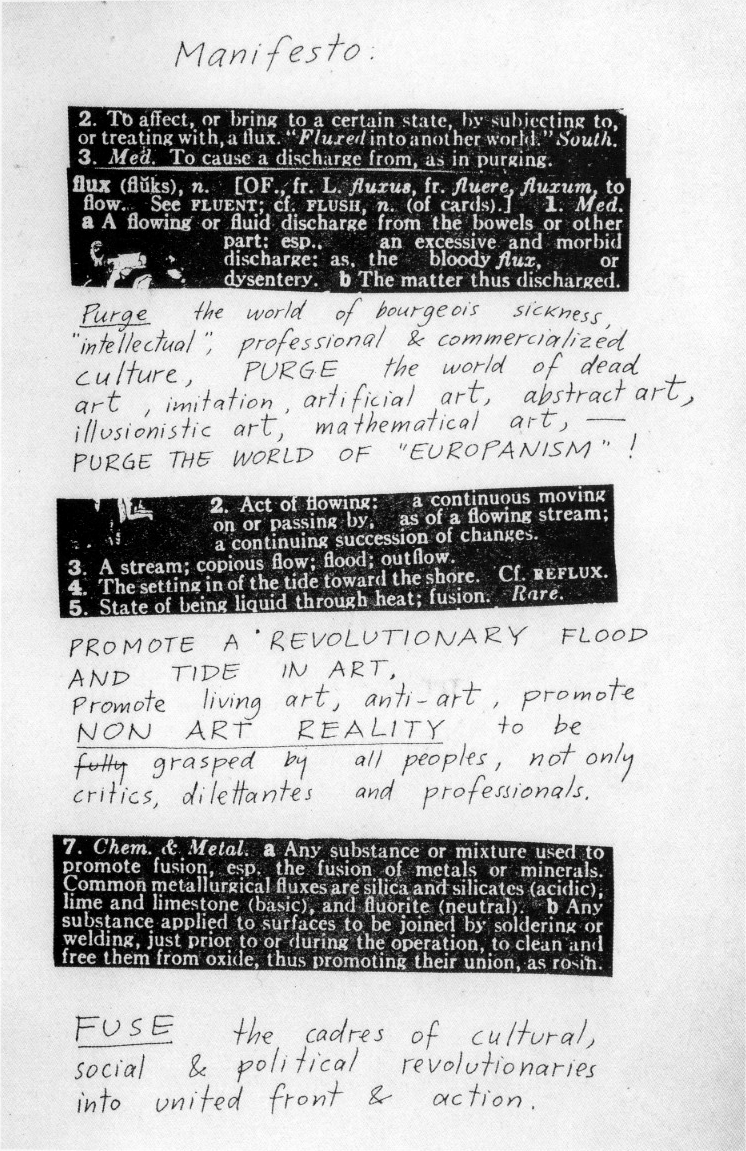
Manifest av George Maciunas.  Festum Fluxorum Fluxus.   Düsseldorf 1963.
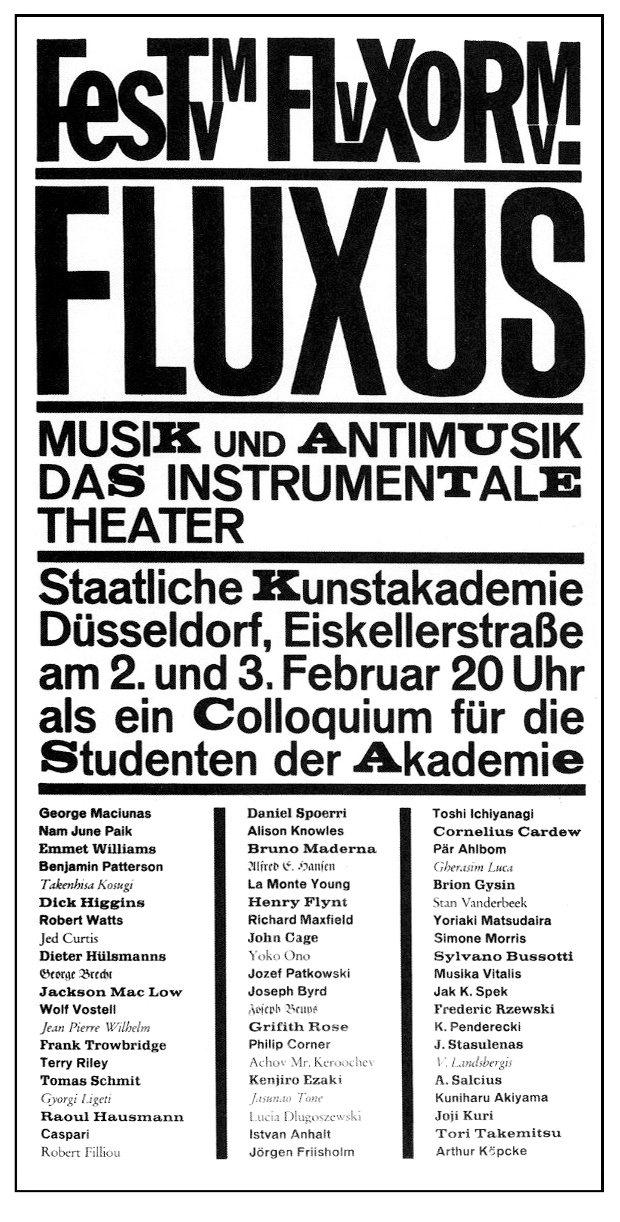
Affischen till Festum Fluxorum Fluxus.
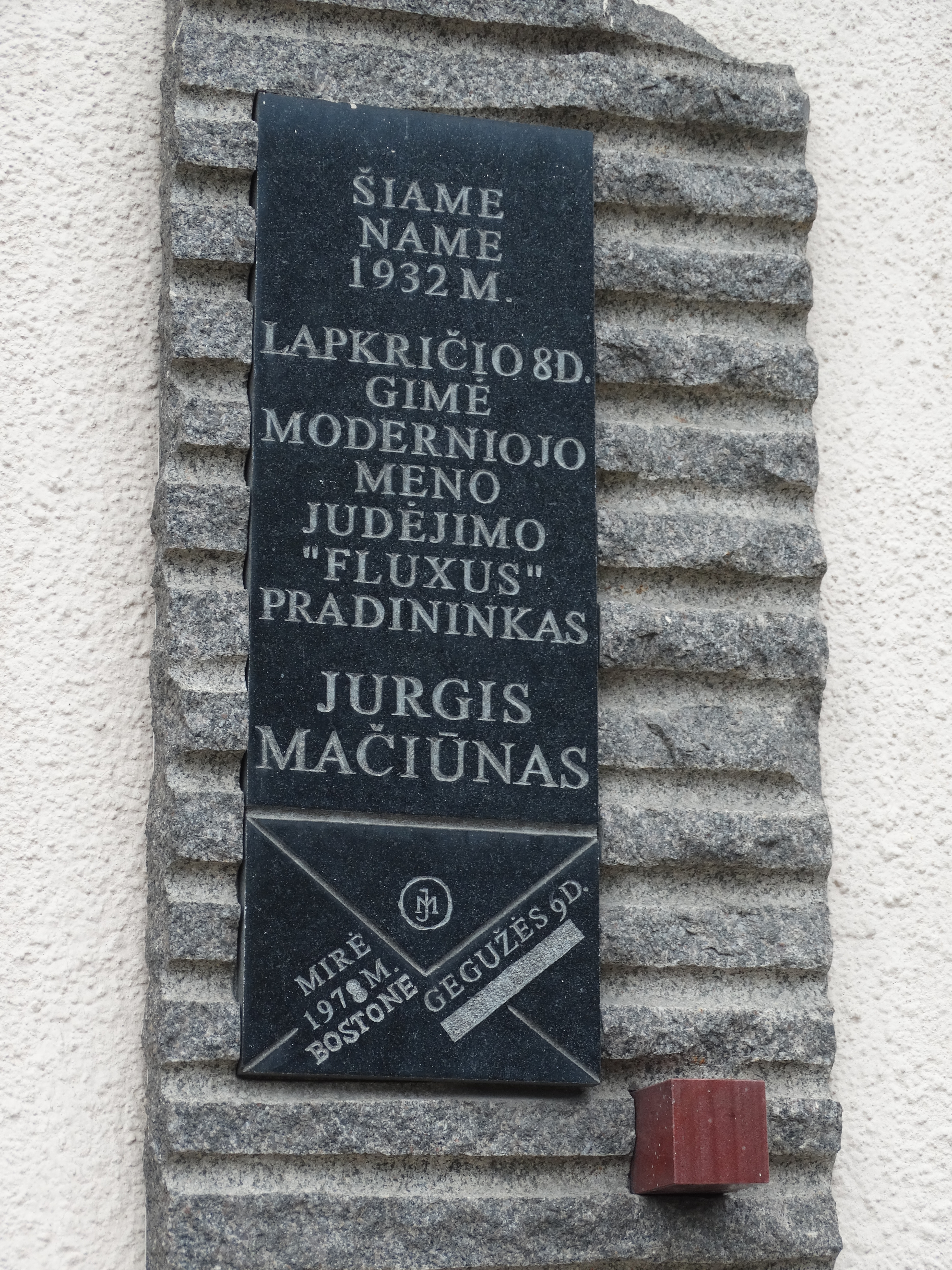
Minnessten över George Maciunas i Kaunas.
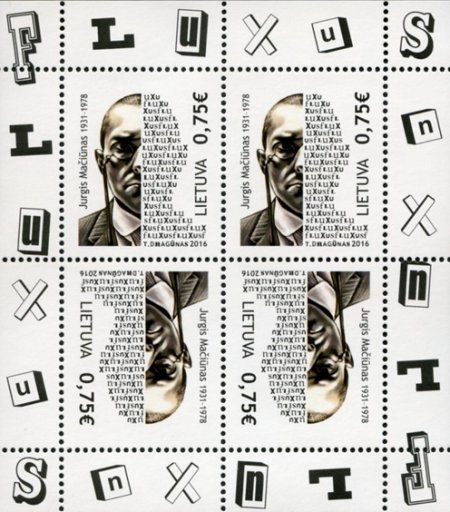
Frimärke med George Maciunas från 2016.
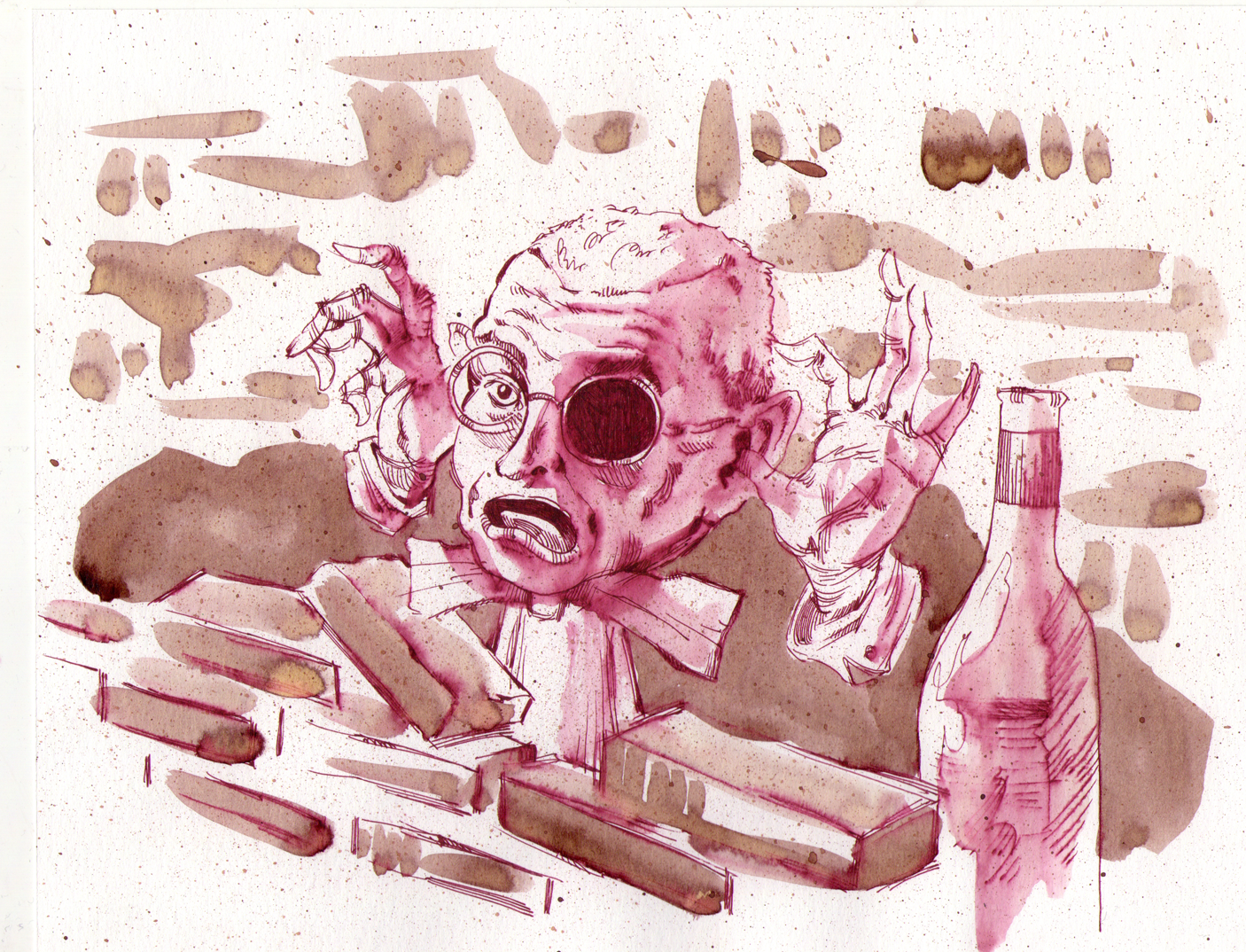
George Maucinas.

## George Maciunas Memorial Collection
Samma år som Maciunas dog skapades The George Maciunas Memorial Collection av Jan van der Marck som är chef för Dartmouth College's Hopkins Center Art Museum and Galleries En kommitté sattes samman som skulle skapa en samling verk av Maciunas, men även av andra fluxuskonstnärer, för att hedra Maciunas. Många av deltagarna i kommittén var vänner och kollegor med Maciunas som exempelvis Billie Maciunas, Jean Brown, John Cage, Jon Henrdicks, Claes Oldenburg och Nam June Paik. Samlingen består idag av 479 verk.